# Хайнеке, Андреас
Андреас Хайнеке (нем. Andreas Heinecke; 24 декабря 1955 года, Баден-Баден, Германия) — немецкий журналист, социальный предприниматель и менеджер, основатель и руководитель компании Dialogue Social Enterprise GmbH (2008), реализующей проекты по интеграции в общественную жизнь инвалидов и пожилых людей во всём мире (в частности созданные им ранее проекты «Диалог в темноте» и «Диалог в тишине»).

## Биография
Андреас Хайнеке 24 декабря 1955 года в Баден-Бадене (Германия) в еврейско-нацистской семье.
Родственники его матери были жертвами Холокоста, а со стороны отца — пассивными и активными сторонниками гитлеровского режима.
Осознание этого факта в подростковом возрасте произвело на мальчика глубокое впечатление и заставило искать ответы на множество вопросов: «Как одна часть моей семьи могла убивать другую? На каком основании мы судим других людей? Что даёт нам чувствовать себя лучше или хуже других? Как „сатанинские“ и „нормальные“ черты могут сосуществовать вместе?» и т. д.
Ответы на них привели Андреаса к важности стремления к толерантности, открытого диалога и взаимного обмена.
С 1977 по 1982 годы он изучал историю и литературу Хайдельберге (англ. Heidelberg College of Education).
Работая документалистом в немецкой телевещательной корпорации Südwestfunk (радиостанция South West) на юго-западе Германии в 1970-х годах Андреас был направлен на работу с 24-летним коллегой, потерявшим зрение в автомобильной аварии.
Первоначально Хайнеке не мог представить, чем бы слепой журналист мог заняться «ведь он даже не мог искать информацию в словарях и энциклопедиях».
Однако позже он убедился, что сочувствие было неуместно.
Молодой невидящий коллега имел острый слух, умел слушать и собирать информацию в интересные заметки.
Эта встреча показала, что существует полнокровный мир без зрения, предопределила судьбу Андреаса и привела к созданию им целого ряда социальных проектов.
В 1988 году начал работать в Ассоциации слепых (нем. Stiftung Blindenanstalt) во Франкфурте-на-Майне, в решимости помочь им видеть вместе.
Задолго до появления интернета Андреас, при помощи крупной компьютерной компании, занялся разработкой электронных устройств для незрячих, публиковал электронную газету, цифровые справочники и создал базу данных с объявлениями о работе.
Постепенно он пришёл к мысли, что самая главная проблема не в служении «им», а в разрушении барьеров между незрячими и остальным обществом, способствовать тому, чтобы видящие не боялись и не сторонились слепых.
В 1989 году Хайнеке получил докторскую степень во Франкфуртском университете имени Иоганна Вольфганга Гёте (обучался с 1985 года).
В 1996 году Андреас Хайнеке начал собственный бизнес, посвятив себя разрушению барьеров, воздвигнутых обществом между «нормальными» и людьми с ограниченными возможностями.
В 1988 году Хайнеке запустил выставку «Диалог в темноте».
В 1997 году, воодушевлённый успехом первого «Диалога», запустил выставку «Диалог в тишине» совместно со своей женой Орной Коэн (англ. Orna Cohen).
В 1999 году супруги создали компанию Consens GmbH.
В 2000 году на базе выставки «Диалог в темноте» в Гамбурге была создана ассоциация Dialogue in the Dark for the Promotion of Social Creativity.
В 2000 году основал там же и по 2008 год являлся руководителем компании Consens Ausstellungs GmbH.
В 2003 году Андреас стал основателем компании Telesign GmbH в Рендсбурге (Германия), предоставляющей услуги перевода для глухих людей.
В 2005 году Хайнеке основал «Музей диалога» (нем. Dialogmuseum GmbH) во Франкфурте.
С 2006 по 2008 годы являлся основателем и руководителем компании Schattensprache GmbH в Рендсбурге (Германия).
В 2008 году, совместно с Орной Коэн (англ. Orna Cohen) Андреас Хайнеке создал компанию Dialogue Social Enterprise GmbH, которая стала «зонтиком» для его проектов и позволила начать системную предпринимательскую деятельность.
C 2008 года Андреас Хайнеке член Глобального Совета Всемирного Экономического Форума по социальному предпринимательству.

## Награды и премии
Андреас Хайнеке лауреат нескольких профильных наград и премий, в частности он первый член Фонда Ашока в Западной Европе (2005) и назван выдающимся социальным предпринимателем (англ. Outstanding Social Entrepreneur) Фондом социального предпринимательства Шваба (2007).
В 1998 году он получил премию SAP/Stevie Wonder Vision Awards в Нью-Йорке, в 2004 году — за передовые технологии в области универсального дизайна (англ. Best Practice in Universal Design в Токио, в 2006 году — «Немецкая премия за предпринимательскую деятельность» Бизнес-клуба Бизнес-школы Гарварда, в 2009 году — премию «Создание инноваций вне зоны комфорта» Всемирной Организации Молодых Президентов и Премию дракона «Бизнес с совестью» (англ. Dragon Award „Business with Conscience“), в 2011 году — Deutscher Gründerpreis в Берлине, в 2012 году — немецкую премию за гражданское участие (англ. German Award for Civic Engagement) в Берлине и другие.
Андреас Хайнеке с мая 2011 года почётный профессор EBS Universität für Wirtschaft und Recht.